# 營養不良
營養不良（英語：malnutrition）是一個描述健康狀況的用語，是指由飲食不均衡所造成的營養素缺乏、過剩、或比例失調。重要的營養成分包括：產生熱量的蛋白質、脂質與醣類，還有不產生熱量的維生素與膳食礦物質。一般會用「營養不良」指稱營養不足，也就是攝取的熱量、蛋白質與微量营养素不足，但其實營養過剩也屬於營養不良的一種。若是孕婦在懷孕期間或兒童在兩歲以前發生營養不足，可能會對兒童的身心發展造成永久性的傷害。極度的營養不足稱之為饑饉，處在饑饉狀態的人可能會有身高偏低、體型瘦弱、活力不佳、腿部及腹部腫脹的情形，也容易受到疾病感染且不耐寒冷，而微量元素缺乏產生的症狀則視乎缺乏的元素而有所不同。如果不能長期攝取由適當數量、種類的營養素所構成的健康飲食，個體將產生營養不良。長期的營養不良可能導致飢餓死亡。
营养不良最经常的原因是高營養的食品获取不足，而这又常常跟高昂的食品价格与贫困相关。除此之外缺乏母乳餵養也可能會造成嬰兒營養不足，而部分傳染病如腸胃炎、肺炎、瘧疾與痲疹，會造成人體熱量需求上升，也可能引起營養不足。營養不足主要可分為兩大類：蛋白質能量營養不良與微量元素缺乏。蛋白質能量營養不良又有幾種常見型態：因同時缺乏蛋白質和熱量而產生的消瘦症與單純缺乏蛋白質產生的紅孩症；飲食成份中常缺乏的微量元素包括鐵、碘與維生素A。孕婦對營養的需求會增加，因此在懷孕期間營養不足更容易發生。在某些開發中國家，肥胖症不僅是營養過剩的表現，營養不足亦能造成肥胖症。其他可能引起營養不足的狀況包括神经性厌食症與減肥手術，老年人則常因為生理、心理或社會因素而發生營養不良。
改善營養為發展援助中部分最有效的方式之一。母乳哺餵可減少孩童的營養不良及死亡率，並有效推進存活率。除母乳外，提供其他食物給6個月至2歲大的孩童，可改善營養不良。另外有良好證據，支持提供發展中國家懷孕過程中的孕婦與孩童，補充含微量元素的膳食補充劑。讓亟需的人取得食物之最佳方法為提供食品或給予金錢於當地市場購買，然而僅提供食物給學童是不夠的。大部分嚴重營養不良的都能以即食治療食品處理。當營養不良併發其他健康問題時，則建議進一步就醫治療。這些常包括處理低血糖、體溫、脫水以及漸進式餵食。基於感染之高風險，通常建議例行性給予抗生素。而解決營養不良的長期措施，包括提升農業技術、降低貧窮、改善衛生條件和女性賦權。
2010年，全球共有9.25億人營養不良，並自1990年起，營養不良人數從1990年至今每年增加8,000萬人。此外，約10億人可能缺乏維生素與礦物質。2010年，蛋白質能量營養不良估計造成60萬人死亡，比起1990年時造成88.3萬人死亡來說，有所降低。其他營養不良的情形，包含了碘缺乏病與缺鐵性貧血，造成8.4萬人死亡。2010年，營養不良造成失能調整生命年成長了1.4%。據信營養不良為兒童死亡起因的1/3，然而此部分卻很少被提及。2010年，估計已造成150萬兒童與婦女死於營養不良，而部分估計可能超過300萬。此外，有1.65億兒童有疾病導致的發育遲緩。營養不良於開發中國家更為常見。

## 效应
通常，營養不良的人，在他們飲食中缺乏足夠熱能，或者蛋白質、維生素和微量元素。由营养不良引起的疾病一般被歸於營養素缺乏疾病。其中一个知名的例子是壞血病，其由於患者缺乏維生素C所造成，但現今已罕見。
常見的營養不良包括蛋白質能量營養不良（PEM）及微量養分營養不良。蛋白質能量營養不良表现为身體內能量和蛋白質的可利用量或吸收量不足。微量養分營養不良表现为一些必需營養素的可利用量不足，例如身體內少量而不可或缺的維生素和微量元素可利用量不足。微量養分缺乏導致各種各樣的疾病，削弱身體的正常功能。
人体缺乏如維生素A等的微量養分會降低身體抵抗疾病的能力。解决鐵、碘、維生素A缺乏症状的廣泛流行，是對公共衛生系统的嚴重挑戰。一些下列不良症状都与营养不良直接相关，包括发育迟缓，智力和各種認知能力降低、交際能力降低、領導和决断能力降低、活力和能量降低、肌肉成長迟缓和力量降低，以及体弱多病等，偶见營養不良使皮膚出現黑斑。

## 处理

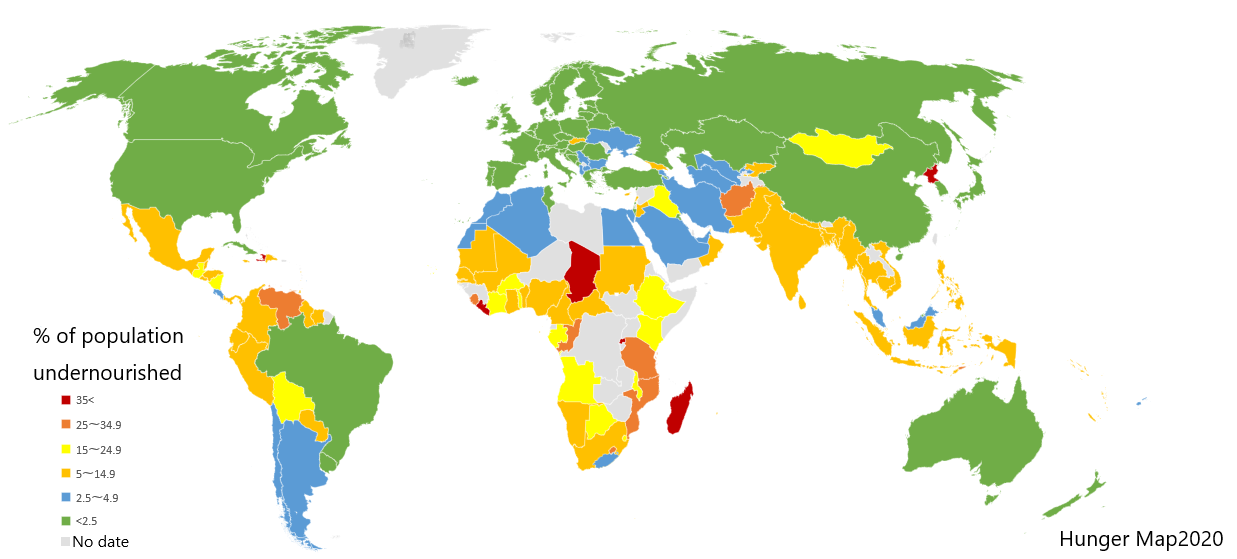
营养不足的人口百分比（来源：联合国粮农组织)

世界卫生组织（WHO）认为营养不良是世界公共卫生状况的最大威胁。改善营养，被认为是解决营养不良的最有效方式。营养干预手段被用来针对直接由营养不足所造成的后果，被证实为所有干预手段中性价比最高的。这些紧急措施中包括有通过食品强化或直接的膳食补充剂来补充缺乏的微量元素。WHO，UNICEF和世界糧食計劃署推荐使用医疗食品来控制社区性的严重急性营养缺乏，紧急措施中的这类食品会导致体重增加。最大的非政府粮食分发组织联合国粮食计划署呼吁，不要直接从援助国购买食物，而是将发放现金或代币券给饥饿者，供受援助国当地的农民足够支付购买食物，以避免（援助物资）倾销损害当地农民。
長期的解决措施包括藉由提高產量來促進高營養價值的農業，並且使降低粮食产量的可能因素降到最低。其他的作法還包括幫助農民。不過世界銀行限制政府對農民的補貼，而化肥的使用可能會對生態系和人類的健康有負面影響，因此受到很多公民團體的阻礙。
营养不良已经成为妇女、儿童和老年人的关注问题。由于怀孕和哺乳，妇女需要更多的营养。儿童甚至在出生前就有营养不良的危险，因为他们的营养状况直接和他们母亲的营养状况相联系。哺乳可以减少儿童的营养不良率和死亡率，针对母亲们的教育计划可以对这些比例产生很大影响。老年人因为特有的复杂性（比如胃口和精力的改变，咀嚼和吞咽的问题）会有很大的机会造成营养不良。充分的老年看护是防止营养不良的基本手段，特别是对那些不能自理的老年人来说。
2009年，联合国粮农组织（FAO）估计超过10亿人面临严重的营养不足。
有许多经过验证有效的营养干预手段如能广泛地推广，可能在很大程度上减轻全球营养不良的负担，这些手段包括微量营养物质补充以及食品强化。
微量营养物质补充剂被广泛推荐，而且被证实可有效减少营养不良相关问题。世界卫生组织估计，自从1998年以来，维生素A饮食补充剂的使用估计已经避免了125万人的死亡。而在尼加拉瓜的补铁已经减少了1/3的孕妇贫血。
加碘盐是最常见的强化食品，根据世界卫生组织，自从1993年全球普遍加碘运动开展以来，缺碘已经显著减少。 发展中国家大约2/3的家庭如今能获取加碘盐，而在过去的10年中，面临碘缺乏症公共卫生问题的国家数量已经减半。
许多国际组织也推荐了强化主食，例如糖和小麦粉。58个国家有了强化铁或叶酸的小麦粉的管理规定。

## 参看
- 消瘦
- 全球饥饿指数
- 饥饿
- 蛋白質中毒症（英语：protein poisoning）

### 引用
1. ↑  道兰氏医学词典中的malnutrition
2. 1 2 3 4 5 6 7  UN.  (PDF) 4th ed. New York: United Nations Children's Fund. 2010: 61 and 75  [2012-11-22]. ISBN 978-92-806-4466-1. （原始内容 (PDF)存档于2018-12-12）.
3. 1 2 3 4 5  Young, E.M. . Abingdon, Oxon: Routledge. 2012: 36–38  [2014-11-14]. ISBN 9781135999414. （原始内容存档于2014-10-13）.
4. 1 2  . Jones & Bartlett Publishers. 2011: 194  [2014-11-14]. ISBN 9781449667719. （原始内容存档于2014-10-13）.
5. 1 2 3 4  . WHO.   [4 July 2014]. （原始内容存档于2021-04-12）.
6. ↑  Konje, editor, Mala Arora ; co-editor, Justin C.  2nd ed. New Delhi: Jaypee Bros. Medical Publishers. 2007. ISBN 9788184480061.
7. ↑   (PDF). UNICEF.   [2012-11-22]. （原始内容存档 (PDF)于2021-01-12）.
8. ↑  Prentice, editor-in-chief, Benjamin Caballero ;  editors, Lindsay Allen, Andrew.  2nd ed. Amsterdam: Elsevier/Academic  Press. 2005: 68  [2014-11-14]. ISBN 9780080454283. （原始内容存档于2014-10-13）.
9. ↑   6th  ed. Philadelphia: Saunders/Elsevier. 2012: 324  [2014-11-14]. ISBN 9781455738120. （原始内容存档于2014-10-13）.
10. ↑  editors, Ronnie A. Rosenthal, Michael E. Zenilman, Mark R. Katlic,.  2nd ed. Berlin: Springer. 2011: 78  [2014-11-14]. ISBN 9781441969996. （原始内容存档于2014-10-13）.
11. 1 2 3 4 5 6   (PDF). www.gov.uk. Department for International Development. Oct 2012  [5 July 2014]. （原始内容存档 (PDF)于2017-01-21）.
12. 1 2 3 4 5 6 7 8  Bhutta, ZA; Das, JK; Rizvi, A; Gaffey, MF; Walker, N; Horton, S; Webb, P; Lartey, A; Black, RE; Lancet Nutrition Interventions Review, Group; Maternal and Child Nutrition Study, Group. . Lancet. Aug 3, 2013, 382 (9890): 452–77. PMID 23746776. doi:10.1016/s0140-6736(13)60996-4.
13. ↑   (PDF). WFP.org. April 2012  [5 July 2014]. （原始内容存档 (PDF)于2021-03-07）.
14. 1 2  Ashworth, Ann. . Geneva: World Health Organization. 2003. ISBN 9241546093.
15. 1 2  Jonathan A. Foley, Navin Ramankutty, Kate A. Brauman, Emily S. Cassidy, James S. Gerber, Matt Johnston, Nathaniel D. Mueller, Christine O’Connell, Deepak K. Ray, Paul C. West, Christian Balzer, Elena M. Bennett, Stephen R. Carpenter, Jason Hill1, Chad Monfreda, Stephen Polasky1, Johan Rockström, John Sheehan, Stefan Siebert, David Tilman1, David P. M. Zaks. . Nature. October 2011, 478 (7369): 337–342  [2014-01-31]. PMID 21993620. doi:10.1038/nature10452. （原始内容存档于2014-03-30）.
16. ↑   (PDF). Food and Agriculture Organization of the United Nations. September 2010  [1 July 2014]. （原始内容存档 (PDF)于2018-12-24）.
17. ↑  Food; (FAO), Agriculture Organization of the United Nations. . Rome: Food and Agriculture Organization of the United Nations (FAO). 2008: 2  [2014-11-14]. ISBN 978-92-5-106049-0. （原始内容存档于2018-06-13）. FAO’s most recent estimates put the number of hungry [actually, malnourished] people at 923 million in 2007, an increase of more than 80 million since the 1990–92 base period.
18. 1 2  Lozano R, Naghavi M, Foreman K;  et al. . Lancet. December 2012, 380 (9859): 2095–128. PMID 23245604. doi:10.1016/S0140-6736(12)61728-0.
19. ↑  Murray, CJ. . Lancet. Dec 15, 2012, 380 (9859): 2197–223. PMID 23245608. doi:10.1016/S0140-6736(12)61689-4.
20. ↑  Lim SS, Vos T, Flaxman AD;  et al. . Lancet. December 2012, 380 (9859): 2224–60. PMID 23245609. doi:10.1016/S0140-6736(12)61766-8.
21. ↑  Liz Young. . 2002: 20  [2014-11-14]. ISBN 9781134774944. （原始内容存档于2014-10-06）.
22. 1 2  . The Economist. 2008-01-24  [2012-11-22]. （原始内容存档于2016-12-31）.
23. ↑  Kristof, Nicholas D. . New York Times. 2009-05-24  [2012-11-22]. （原始内容存档于2018-01-27）.
24. ↑  Scaling Up Nutrition: Unlocking puzzles to transform thinking and action 的存檔，存档日期2012-10-30. by R4D （页面存档备份，存于）
25. ↑  Anderson, Tatum. . BBC News. 2009-06-24  [2012-11-22]. （原始内容存档于2017-11-08）.
26. ↑  . Time. 2009-08-17  [2012-11-22]. （原始内容存档于2013-08-26）.
27. 1 2  Zulfiqar A Bhutta, Tahmeed Ahmed, Robert E Black, Simon Cousens, Kathryn Dewey, Elsa Giugliani, Batool A Haider, Betty Kirkwood, Saul S Morris, HPS Sachdev, Meera Shekar. . The Lancet: 417–440.   [2018-04-02]. doi:10.1016/s0140-6736(07)61693-6. （原始内容存档于2021-04-12）.
28. ↑  . Christian Science Monitor. 2008-06-04  [2012-11-22]. （原始内容存档于2021-04-12）.
29. ↑  . World Food Programme. December 8, 2008  [2012-11-22]. （原始内容存档于2009-02-12）.
30. ↑  Baker, Peter; Dugger, Celia W. . The New York Times. 2009-07-09  [2014-01-31]. （原始内容存档于2017-11-08）.
31. ↑  . The Atlantic.   [2014-01-31]. （原始内容存档于2010-01-04）.
32. ↑  David Biello. . Scientific American. March 14, 2008  [2014-01-31]. （原始内容存档于2013-11-15）.
33. ↑  Dugger, Celia W. . New York Times. 2007-12-02  [2014-01-31]. （原始内容存档于2018-04-27）.
34. ↑  Nubé, M.; Van Den Boom, G. J. M. . Annals of Human Biology. 2003, 30 (5): 520–537. PMID 12959894. doi:10.1080/0301446031000119601.
35. ↑  Sue Horton; Harold Alderman, Juan A. Rivera.  (PDF). Copenhagen Consensus Challenge Paper. 2008  [March 2012]. （原始内容 (PDF)存档于2012-11-15）.
36. ↑  UNICEF. . UNICEF.   [March 2012]. （原始内容存档于2013-12-03）.
37. ↑  Wellman, N.S; Weddle, D.O, Kranz, S, Brain, C.T. . Journal of the American Dietetic Association. October 1997, 97 (10): S120–S122. PMID 9336570. doi:10.1016/S0002-8223(97)00744-X.
38. ↑  . FAO.   [2010-02-04]. （原始内容存档于2017-10-30）.

### 網站文章
- Priya Shetty，改善营养的挑战：事实与数字，科学与发展（SciDev.Net），2010年1月20日 -

本条目的的全部或部分内容，来自於科学与发展（SciDev.Net），基于CC-BY-2.0协议下的授权。